# Igor S. Korntayer
Igor S. Korntayer (również Igor S. Korn-Teuer) (ur. 1890, zm. 1941 w KL Auschwitz) – polski aktor teatralny pochodzenia żydowskiego, autor tekstów i kupletów.

## Życiorys
W 1918 dołączył do łódzkiego teatru żydowskiego wystawiającego w jidysz, dla którego przetłumaczył Hiszpańską krew Michaiła Lermontowa (wystawianą jako Żydowska krew). Wkrótce Juliusz Adler zlecił mu przetłumaczenie na jidysz Otella Williama Szekspira. Igor S. Korntayer znał języki obce i przejawiał talent dramaturgiczny. Po przeprowadzce do Warszawy od 1926 współpracował z Teatrem Scala, dla którego pisał piosenki m.in. Joszko muzykant do muzyki Osipa Dimowa. Rok później napisał teksty piosenek do operetki Velvele Shmudnik do muzyki Szmula Wantroyba i Dawida Bajgelmana. Tworzył teksty piosenek dla teatrów rewiowych Scala i Sambatiyon. W 1935 współpracował z Alexandrem Granachem w Alter Katsisne w Łodzi, autorem sztuki Nokh Halbe Nakht („Po północy”), która miała premierę 4 czerwca 1942 w reżyserii Chaima Sandlera. Do najbardziej znanych utworów napisanych przez Igora S. Korntayera należą piosenki Vu Ahín ZOL Ikh geyn? (Gdzie mam pójść?), napisana z Oscarem Strockiem, tango Kum tsu mir (Chodź do mnie) i Mayn libeslid (My Love Song) do muzyki Pawła Brajtmana. Obie miały premierę w teatrach grających w jidysz w Wiedniu i Bukareszcie. Lżejsze teksty pisał dla Menasze Oppenheima, a rozsławioną przez Eugeniusza Bodo piosenkę „Seksapil” w polskiej wersji w filmie z 1937 Piętro wyżej.
Był autorem komedii Cype zabawa na Nowolipiu (Cipe fun Nowolipie), która była grana w czerwcu 1941 w Teatrze Eldorado w getcie warszawskim oraz jako rewia pod tytułem Wesele żydowskie w Palace Melody. Zginął w Auschwitz-Birkenau.